# 泉 (我孫子市)
泉（いずみ）は、千葉県我孫子市の町丁。郵便番号は270-1142。住居表示の実施地域。

## 地理
北は我孫子、柴崎、北東は柴崎台、東は天王台、南は高野山、我孫子、南西は寿、西は栄に隣接している。

### 地価
住宅地の地価は、2017年（平成29年）の公示地価によれば、泉36-23 の地点で9万4000円/m2となっている。

## 世帯数と人口
2017年（平成29年）4月1日現在の世帯数と人口は以下の通りである。
| 町丁 | 世帯数    | 人口    |
| ---- | --------- | ------- |
| 泉   | 1,327世帯 | 3,129人 |

## 小・中学校の学区
市立小・中学校に通う場合、学区は以下の通りとなる。
| 番地 | 小学校                 | 中学校                 |
| ---- | ---------------------- | ---------------------- |
| 全域 | 我孫子市立高野山小学校 | 我孫子市立我孫子中学校 |

## 施設
- 我孫子泉郵便局
- エーデル幼稚園
- 泉自治会集会所
- 泉1号公園
- 泉2号公園
- 泉3号公園
- 泉4号公園
- 泉5号公園
- 泉6号公園
- 泉7号公園
- 泉8号公園
- 泉9号公園
- 泉10号公園
- 泉11号公園
- 泉こぶし公園
- 金久保公園

## 交通

### 鉄道
最寄はJR常磐線の天王台駅。

### 道路
- 主要地方道
  - 千葉県道6号市川浦安線

### バス
- あびバス（阪東自動車委託）
  - 栄・並木ルート（天王台駅行き、我孫子駅行き）
    - 近隣停留所は「浅庭」「泉団地」